# Karl Guhl
Karl Guhl (* 17. Juli 1920 in Oberndorf am Neckar; † 16. August 2008 in Reutlingen?) war ein deutscher Politiker (SPD).

## Leben
Nach der Ausbildung für den gehobenen Verwaltungsdienst in Oberndorf, Horb und Haigerloch war er ab 1950 in der Stadtverwaltung von Reutlingen tätig, wo Oberbürgermeister Oskar Kalbfell zu seinen Förderern gehörte.
Von 1955 an war Guhl in Reutlingen Geschäftsführer der städtischen Wohnungsgesellschaft GWG. In seine Amtszeit fiel die Konzeption und Errichtung der Großwohnsiedlung Orschel-Hagen im Norden Reutlingens. Guhl selbst zog in diesen Ortsteil und lebte dort bis zu seinem Tod. 1968 wurde er zum Ersten Bürgermeister der Stadt Reutlingen gewählt und übte dieses Amt bis 1984 aus. Ihm folgte Albert Schuler nach. In seiner Amtszeit trieb er die Erweiterung des Stadtgebiets durch Eingemeindungen voran. Zwischen 1968 und 1974 setzte er die Stilllegung der Straßenbahn Reutlingen zu Gunsten von Omnibusverkehren durch.
Von 1980 bis 1984 gehörte er für eine Legislaturperiode dem Landtag von Baden-Württemberg an, in dem er über ein Zweitmandat den Wahlkreis 60 (Reutlingen) vertrat. Darüber hinaus war Guhl zeitweilig Mitglied des Kreistages im Landkreis Reutlingen sowie der Verbandsversammlung der Region Neckar-Alb.